# Ivan Komnen (guverner Drača)
Ivan Komnen (grčki Ἰωάννης Κομνηνός, Iōannēs Komnēnos) bio je bizantski plemić i guverner (doux) Drača. Bio je sin Izaka Komnena i njegove gruzijske žene, Irene od Alanije te tako nećak bizantskog cara Aleksija I. Komnena, a rođen je 1073. Godine 1081., Ivanov stric car je htio Ivana oženiti njemačkom princezom, ali do tog braka nije došlo.
Car je učinio Ivana guvernerom Drača u današnjoj Albaniji 1091. Taj je grad bio iznimno bitan za Bizantsko Carstvo, ali je Teofilakt Ohridski uskoro optužio Ivana da ovaj priprema urotu protiv cara. Ivan se htio obraniti te je otputovao u Filipopolis (danas Plovdiv), gdje je njegov stric stolovao. Došlo je do svađe između Aleksija i njegova brata Izaka, ali je na kraju Aleksije odbacio optužbe te je Ivan ostao guverner. Unatoč tome što nije pokazao da zna dobro upravljati vojskom, Ivanu je bilo povjereno suočiti se sa Srbima, ali ga je srpski vladar pobijedio te je Ivan otišao u Carigrad kako bi se ispričao caru.
Godine 1096., Ivan je ugostio grofa Huga od Vermandoisa. Car je na Ivanovo mjesto postavio njegovog mlađeg brata Aleksija.
Ivanova supruga bila je Marija Duka, koja se udala za Ivana oko 1090. godine te mu je rodila petero djece. Nakon što su Ivan i njegova supruga postali redovnici, on je uzeo ime Ignacije. Dao je podići manastir Euergetes, posvećen Svetom Trojstvu.